# Stéphanie Hochet
Pour les articles homonymes, voir Hochet (homonymie).
Stéphanie Hochet est une romancière, essayiste et journaliste culturelle française née à Paris en 1975.

## Biographie
Stéphanie Hochet est née en 1975à Paris et a vécu son enfance et son adolescence en banlieue parisienne, à Antony. Après une maîtrise sur le théâtre élisabéthain consacrée à la satire misogyne chez Ben Jonson, elle a enseigné en Grande-Bretagne. Elle a tenu une chronique au Magazine des livres et sur BSC News (un journal culturel internet), puis a collaboré de façon intermittente au magazine Muze édité par Bayard Jeunesse, ainsi qu'à Libération. De septembre 2010 à juin 2019[Quand ?] elle a été critique culturelle pour Le Jeudi du Luxembourg.  Depuis juillet 2020, elle tient une chronique dans le magazine Lire-Magazine littéraire. Elle dirige un atelier d'écriture à Sciences Po Paris depuis janvier 2018 et livre une Masterclass à l’E.N.S en janvier 2024 .

## Œuvres
Ses romans explorent les dérèglements humains, en s'aventurant parfois du côté du fantastique. Après un premier roman sur le courrier féminin aux écrivains Moutarde douce, éditions Robert Laffont et trois romans chez Stock, dont L'Apocalypse selon Embrun, où elle explore les pensées d'une enfant démoniaque, elle publie chez Fayard Je ne connais pas ma force (2007), récit des dérives idéologiques d'un adolescent atteint d'une tumeur - une thématique de la maladie qu'on retrouvera dans plusieurs de ses romans - et Combat de l'amour et la faim (2009, Prix Lilas), une traversée des États-Unis au début du XXe siècle aux côtés d'un aventurier de l'amour sans foi ni loi. Elle reçoit ensuite le Prix Thyde Monnier pour La Distribution des lumières (Flammarion, 2010), un roman sur les tentations dangereuses de l'adolescence entre cruauté et candeur. Après Les Éphémérides (Rivages, 2012), récit pré-apocalyptique, elle questionne avec Sang d'Encre (Les Busclats, 2013) la fascination d'un homme pour le tatouage. Éloge du chat (Léo Scheer, 2014), son premier essai littéraire, se présente comme un petit « traité de la souplesse » inspiré par la place du félidé dans la littérature. En 2018, elle présentera Éloge voluptueux du chat (Philippe Rey), un abécédaire sur ce même thème, poussant plus avant ses recherches sur la symbolique du petit félin. Un roman anglais (Rivages, 2015), qualifié de roman post-victorien, évoque implicitement le journal de Virginia Woolf. Traitant des thèmes très variés, n'hésitant pas à décaler ses intrigues dans la géographie et le temps, elle a été décrite comme une romancière « exploratrice » dans Le Monde (journal). Son roman publié en 2017 intitulé L'animal et son biographe est une fable politique élaborée autour de la mythologie d'un animal préhistorique, l'aurochs.
Le roman Pacifique, Rivages 2020, met en scène les derniers moments d'un kamikaze japonais lors de la bataille d'Okinawa en 1945. 
William - publié aux éditions Rivages en 2023 - se construit autour de la figure de William Shakespaeare avant ses premiers succès comme comédien et dramaturge. Dans ce roman hybride mêlant biographie et fiction, l'autrice entremêle des passages biographiques sur son enfance et son adolescence. Le livre reçoit le prix Antiphon 2023 de l'Association des Psychanalystes Européens (APE) et se voit sélectionné pour le prix Décembre 2023.
Que ce soit Je ne connais pas ma force (2007, Fayard) ou L'Animal et son biographe (2017, Rivages) ou encore Pacifique (2020, Rivages), l'autrice s'axe sur la radicalité politique qui semble un des leitmotivs de son œuvre.
De l'avis de son auteure, le personnage principal du roman Pétronille d'Amélie Nothomb (août 2014) est un portrait de Stéphanie Hochet,. Dans son roman Pétronille publié aux éditions Albin Michel en août 2014, Amélie Nothomb reprend un à un, dans l'ordre, les titres des livres de Stéphanie Hochet, mais de façon toujours plus ou moins modifiée, et ajoute pour chacun un commentaire original. Ainsi, Moutarde douce devient Vinaigre de miel, Le Néant de Léon devient Le Néon, L'Apocalypse selon Embrun devient L'Apocalypse selon Ecuador (du nom d'une protagoniste d'un autre roman de Stéphanie Hochet), Les Infernales devient Les Coriaces, Je ne connais pas ma force devient Je ne sens pas ma force, que la mère de la narratrice déforme en Que la force soit avec vous. Combat de l'amour et de la faim devient Aimer le ventre vide, La Distribution des lumières devient La Distribution des ombres, Les Éphémérides devient Les Immédiates et Sang d'encre devient Le Sang de chagrin. Quant à Éloge du chat, il n'apparait pas sous la forme d'un titre transformé mais dans l'une des dernières phrases du roman : « Pétronille fila comme un chat et disparut sur les toits de Paris où, à mon avis, elle rôde encore aujourd'hui. »

## Prix
- Prix Lilas en 2009 pour Combat de l'amour et de la faim[12]
- Prix Thyde Monnier de la Société des gens de lettres en 2010 pour La Distribution des lumières[13]
- Prix Printemps du roman 2017 pour L'Animal et son biographe[14]
- Prix du Roman philosophique 2019 du lycée Georges de la Tour de Metz pour L'Animal et son biographe[15].
- Grand Prix littéraire de l'Aéro-Club de France 2021 pour Pacifique.
- Prix Antiphon 2023 de l'Association des Psychanalystes Européens (APE) pour William.